# Рационално-емоционална поведенческа терапия
В книгата си "The Intelligent Woman`s Guide to Dating and Mating" (Ръководство на интелигентната жена по търсене и намиране на партньор) Албърт Елис посочва, че неговите пациенти имат ирационални убеждения, като „Аз трябва да бъда идеален“ и „Всеки трябва да ме обича“. Тези убеждения вървят ръка за ръка със свръхангажираността на пациента с това, какво другите мислят за него. Винаги, когато действителността се различава от неговите убеждения, пациентът интерпретира това като ужасно. Тъй като действителността рядко отговаря на ирационалните очаквания, може да се стигне до депресия. Терапията е насочена към убеждаването на пациента да възприеме по-рационални когниции чрез моделиране на подходящите мисли. От пациентите се изисква да наблюдават качеството на своите мисли, да осъзнават честотата на появяването им и техния ефект върху емоциите.